# Krottenkopf
O Krottenkopf é um pico dos Alpes, localizado no estado da Baviera na Alemanha perto de Garmisch-Partenkirchen. Com seus 2 086 m de altura acima do nível do mar, é ponto culminante dos Pré-Alpes Bávaros.